# Monogénisme
Le monogénisme ou monocentrisme est la théorie ancienne selon laquelle tous les hommes et femmes dériveraient d'un type, d'une population, voire d'un couple unique. 
La théorie opposée est le polygénisme.
Tous ces termes ne recouvrent pas les mêmes significations pour les scientifiques ou les théologiens.

## Christianisme
Le monogénisme (position officielle du vatican via l'encyclique Humani Generis (1950), a été la position des chrétiens, en tant que conséquence de la croyance adamiste, selon laquelle tous les êtres humains descendent du même couple Adam et Ève. 
Le monogénisme a été remis en cause à partir du moment où le Français Isaac La Peyrère a mis en évidence des difficultés à ce que dit saint Paul dans l'épître aux Romains sur le commencement de l'imputation du péché d'Adam.

## Darwin
La théorie de l'évolution des espèces, avec Darwin, finit par imposer le monogénisme. 

## Langues
Par extension, ce terme est employé aussi pour désigner les théories sur l'origine unique des langues.